# Mentos
(Slogan pubblicitario)
Mentos è una popolare marca di caramelle prodotte inizialmente nei Paesi Bassi negli anni cinquanta e distribuite successivamente in numerosi Paesi dell'Europa e dell'America dall'azienda Perfetti Van Melle.

## Descrizione
Si tratta di confetti di piccole dimensioni, di forma sferoidale ellittica, con un rivestimento esterno più duro ed un ripieno più morbido e gommoso. Vengono tipicamente vendute in tubetti che ne contengono di solito 14, e ne esistono versioni in vari gusti, dalla menta a vari tipi di frutta: tra questi, i più comuni sono la fragola, il limone e l'arancia.

## Promozione
Le caramelle Mentos hanno raggiunto la loro massima popolarità nel corso degli anni novanta, grazie ad una massiccia campagna pubblicitaria televisiva lanciata nel 1992. Questa era composta da vari spot nei quali si vedevano varie persone alle prese con dei problemi quotidiani che venivano immancabilmente risolti dal protagonista dello spot — in modi inaspettati e umoristici — dopo aver masticato una di queste caramelle.
Questi sketch pubblicitari hanno avuto un notevole successo, specialmente negli Stati Uniti d'America, dove sono stati parodiati in numerosi media: in un episodio del cartone animato I Griffin, ad esempio, si vede John Wilkes Booth fallire nel suo tentativo di uccidere Abraham Lincoln, salvo poi riuscirci dopo aver consumato una caramella chiamata Mintos. Un'altra parodia, appare nel video musicale del gruppo dei Foo Fighters Big Me, nel quale i personaggi utilizzano una caramella chiamata Footos per risolvere i loro problemi. Lo slogan viene citato esplicitamente dal personaggio interpretato da Brittany Murphy nel film del 1995 Ragazze a Beverly Hills.
Altre parodie di vario tipo sono inoltre comparse, in tempi più recenti, su internet, in video pubblicati su YouTube oltre che su vari blog.